# Михаил Кутузов
Михаил Иларионович Голенишчев-Кутузов (рус. Михаи́л Илларио́нович Голени́щев-Куту́зов; Санкт Петербург, 16. септембар 1745 — Бунцлау, Шлеска, 28. април 1813) је био руски генерал-фелдмаршал, коме се приписује да је спасао Русију за време Наполеонове инвазије Русије 1812. године.

## Детињство и младост
Рођен је у Санкт Петербургу. Усвојио га је након смрти родитеља, генерал Голенишчев, па је млади Михаил понео и његово презиме. Завршио је 1759. године артиљеријску и инжењерску школу. Од 1770. године учествовао је у Руско-турском рату (1768—1774). Већ 1771, унапређен је у потпуковника. Рањен је у 1774, па се после тога лечио у више земаља. Кад се вратио у Русију 1776, служио је 6 година на Криму под командом Александра Суворова. Унапређен је 1777. у пуковника, а 1784. у генерал-мајора. Истакао се у Руско-турском рату (1787—1792). Заузео је Очаков, Одесу, Тигину и Измаил. После тога рата био је амбасадор у Константинопољу, командант и инспектор војске у Финској 1795, командант корпуса у Санкт Петербургу, амбасадор у Берлину.

## Рат у Аустрији
Командовао је руским корпусом 1805. када је Наполеон напредовао према Бечу. Победио је у бици код Диренштајна 11. новембра 1805. године. Извео је стратешке маневре, који су ушли у историју ратовања. Стратешким маневром од Браунауа до Оломоуца извео је војску из опасности окружења и поразио је маршала Миру код Амштетена и Мортијеа код Диренштајна.
Уочи битке код Аустерлица покушао је да спречи савезничке команданте да улазе у битку. Међутим био је прегласан од стране Аустријанаца, па је за битку показао јако мало интереса. Учествовао је у бици код Аустерлица 2. децембра 1805. и у бици је рањен. После те битке руски цар је склонио Кутузова од командовања армијом. Од 1806. до 1811. године био је војни губернатор Кијева и Литваније.

## Руско-турски рат (1806—1812)
Цар Александар I Павлович га поново поставља за команданта молдавске армије тек 1811. године. У бици код Руса вишеструко бројнија турска војска доживела је пораз. Било је 60.000 Турака против 15.000 Руса. После тога Кутузов је намерно повукао руску војску на другу страну Дунава заваравши на тај начин противника. Тајно је неколико месеци касније преко Дунава на турску страну пребацио мању јединицу, са којом је ноћу изненадио турску војску. Више од 9.000 Турака поклано је те ноћи, па се турски командант Ахмет-паша предао Кутузову 23. новембра 1811. године. После тога је 1812. склопљен Букурештански споразум по коме је Бесарабија припала Русији. Цар је Кутузова после тог успеха именовао кнезом.

## Отаџбински рат 1812.
Када је Наполеон 1812. извршио инвазију Русије руски војни министар Барклај де Толи је одлучио да се примени тактика спржене земље и да се руска војска повлачи уместо да ризикује велику битку. Та стратегија је изазвала негодовање војника и генерала, а посебно кнеза Петра Багратиона. Због тога је Кутузовљево именовање као главнокомандујућег 17. августа 1812. дочекано са одушевљењем. Кутузов се одлучио на велику битку на прилазима Москви. Две војске су се сукобиле у бици код Бородина 7. септембра 1812. године. То је дотада била једна од највећих битака у историји у којој је учествовало око четврт милиона војника. Резултат битке је био неодлучан, али пола руске војске и четвртина француске војске је погинуло или рањено. После саветовања у селу Фили, Кутузов се вратио на стратегију свога претходника о повлачењу као начину да се спаси руска војска што је могуће дуже. Цена је било губљење Москве. Москва је евакуисана. После тога, Наполеон је био присиљен на повлачење, током кога га је прогонила руска војска. Само мали делови француске војске напустили су Русију.

## Старост и смрт
Фелдмаршал Кутузов - Смоленски почива у руској православној цркви Казански сабор у Санкт Петербургу. Испред храма се налази његов импозантан бронзани споменик.

## Могуће српско порекло
У Русији постоји мишљење да је Кутузов био по мајци српског порекла. И код Срба се сачувало предање о "славном генералу " Кутузову, који је био не само Србин, него и родом из Бачке. Помињу се два места: Шандор и Леђен. Југоисточно од Баје, код села Риђице налазило се у време царице Марије Терезије граничарско место, стари Леђен, у којем су пре исељења у Русију живели Срби граничари. Наводно је Михаила у њему рођеног "мајка у повоју однела у Русију". Део мештана тог напуштеног села се населио у Риђици.